# Leucoencéphalopathie multifocale progressive
Pour les articles homonymes, voir LEMP.
 Mise en garde médicale
La leucoencéphalopathie multifocale progressive, ou LEMP, est une affection démyélinisante (affectant la substance blanche) du système nerveux central observée au cours de l'immunodépression cellulaire profonde : SIDA en particulier, leucémies, lymphome de Hodgkin…

## Cause
Il s'agit d'une infection opportuniste, le plus souvent observée chez des individus immunodéprimés, liée à la réactivation d'un polyomavirus (anciennement papovavirus), le virus JC.
La maladie pourrait être favorisée par l'utilisation d'anticorps monoclonaux, comme le natalizumab, le rituximab ou l'ocrélizumab utilisés dans le traitement de la sclérose en plaques.

## Symptômes
La LEMP constitue une démence subaiguë notée par l'apparition progressive de troubles neurologiques divers (déficits sensitifs ou moteurs, troubles du comportement, syndrome cérébelleux), en fonction de la localisation des lésions cérébrales. La plupart du temps, elle conduit au décès au bout de quelques mois.

## Diagnostic
Le diagnostic est évoqué devant l'apparition, chez un sujet immunodéprimé, des symptômes précédents et de lésions évocatrices sur l'IRM cérébrale (hypersignaux T2 dans la substance blanche, non rehaussés par le produit de contraste). La détection du virus JC par PCR dans le liquide cérébrospinal constitue le meilleur argument en faveur du diagnostic. Sa négativité peut faire envisager le recours à la biopsie cérébrale en cas de doute.

## Traitement
Le pembrolizumab permet, dans certains cas, une réduction de la charge virale et une amélioration des symptômes.

## Victime célèbre
Bruno Carette, l'humoriste membre des Nuls, meurt de cette maladie au bout de 5 à 6 mois (maladie contractée lors de ses vacances en Égypte) en 1989.